# Mark Ryden
Mark Ryden (20 de enero de 1963) es un pintor estadounidense que forma parte del movimiento lowbrow (o Surrealismo Pop).  
Ha sido llamado "el padrino del pop surrealista" por la Interview Magazine.
Artnet nombró a Ryden y a su esposa, la pintora Marion Peck, como rey y reina del Surrealismo Pop además de una de las parejas artísticas más importantes de Los Ángeles.
Su estética bebe de fuentes muy variadas: Ingres, David y otros clásicos franceses. 
En muchas de sus obras aparece retratado Abraham Lincoln. 
Ryden también encuentra su inspiración en cualquier cosa con sabor a misterio: juguetes viejos, modelos anatómicos, animales disecados, esqueletos e imágenes religiosas.

## Biografía

### Juventud
Ryden nació en Medford, Oregón 
pero se crio en California. Sus padres son Barbara y Keith Ryden. Su padre restaura y customiza coches. 
Mark tiene dos hermanos y dos hermanas. 
Ryden se graduó en el Art Center College of Design de Pasadena en 1987.

### Sus inicios (1988–1998)
De 1988 a 1998 Ryden creó multitud de portadas de discos para importantes artistas, incluyendo a Michael Jackson: Dangerous, 4 Non Blondes:' Bigger, Better, Faster, More!, Red Hot Chili Peppers: One Hot Minute, y Aerosmith: Love in an Elevator. 
También portadas para libros de grandes autores, como Stephen King y sus novelas Desesperación y The Regulators.  
Mark continuó siendo un artista comercial sin que la crítica se fijase en él hasta que Robert Williams, le puso en la portada de la revista Juxtapoz, considerada la guía del "lowbrow art".

### Exhibiciones (1998–presente)
Ryden hizo su debut en solitario con la muestra titulada "The Meat Show" en Pasadena, California en 1998.  
La carne es un tema recurrente en su trabajo. el famoso vestido de filetes de Lady Gaga está inspirado en uno de sus cuadros. Ryden muestra la desconexión entre la carne que usamos para alimentarnos y la criatura viva de la que procede. Para Ryden la carne es la sustancia que nos hace estar vivos, por la cual existimos.
La retrospectiva "Wondertoonel," llamada así en homenaje a los antiguos gabinetes de curiosidades o Wunderkammer ("wonder-room"), fue un rotundo éxito en 2004,
Debra Byrne la organizadora, opina que el arte de Ryden hunde sus raíces en la obra de El Bosco, sobre todo en El jardín de las delicias. 
De acuerdo con el crítico ruso Mikhail Bakhtin (1895–1975), hay tres formas de arte carnavalesco — el espectáculo como ritual, La composición cómica y el lenguaje de la locura o "billingsgate"  — todos ellos se mezclan en el trabajo de Ryden.
En 2007 la muestra “The Tree Show” se expuso en la Galería Michael Kohn de Los Ángeles.  En esta ocasión Ryden se pregunta cómo los urbanitas ven la naturaleza. Ryden dijo, “Algunas personas ven esos enormes árboles y sienten una especie de bienestar espiritual, pero otras personas sólo piensan en cortarlos y venderlos”.  Ryden está recaudando dinero para la organización Sierra Club and Nature Conservancy.
En 2009, Ryden expuso "The Snow Yak Show" en Tokio. Esta vez su arte refleja serenidad e introspección.
En 2010, "The Gay 90’s: Old Tyme Art Show" debutó en la Galería Paul Kasmin de Nueva York. el tema central de la muestra es un sentimiento de idealismo, sentimentalismo y nostalgia por las décadas pasadas y su toque kitsch. Aquí Ryden se detiene a explorar la línea que separa la atracción y la repulsión por lo kitsch. La crítica del The New York Times, dijo que sus cuadros reflejan el arte que se mueve entre la nostalgia, lo sentimental y lo naif, lo que conforma el kitch moderno."
En 2014, Ryden lanzó su álbum musical The Gay Nineties Old Tyme Music: Daisy Bell, con colaboraciones de Tyler the Creator, "Weird Al" Yankovic, Katy Perry, Stan Ridgway de Wall Of Voodoo, {{scarling.]] Danny Elfman, Mark Mothersbaugh de Devo, Nick Cave, Kirk Hammett de Metallica, y Everlast, todos con diferentes versiones de la misma canción: "Daisy Bell (Bicycle Built for Two)." Los beneficios se destinaron a la fundación Little Kids Rock, que promueva la educación musical en escolares con problemas.

## Musas
Christina Ricci y  Jessicka Addams-Fodera  son una gran inspiración para Ryden según varias publicaciones y es innegable que Ricci ha aparecido en más de 10 de sus oleos. Addams-Fodera ha colaborado con Ryden en pinturas y fotografías.

## Exposiciones
- 2016: "Cámara de las Maravillas"  CAC, Málaga, España
- 2014: "The Gay 90's West."  Michael Kohn Gallery, Los Angeles
- 2010: "The Gay 90's: Old Tyme Art Show", Paul Kasmin Gallery, New York
- 2010: "The Artist's Museum," The Museum of Contemporary Art, Los Angeles
- 2009: "The Snow Yak Show", Tomio Koyama Gallery, Japan
- 2007: "Tree Show", Michael Kohn Gallery, Los Angeles
- 2004-05: "Wondertoonel", Frye Museum, Seattle & Pasadena Museum of California Art, Pasadena
- 2003: "Insalata Mista", Mondo Bizzarro Gallery, Bologna, Italy
- 2003: "Blood" Earl McGrath Gallery, Los Angeles, California
- 2002: "Bunnies and Bees", Grand Central Art Center, Santa Ana, California
- 2001: "Bunnies and Bees", Earl McGrath Gallery, New York, New York
- 1998: "The Meat Show", Mendenhall Gallery, Pasadena, California

## Discos
- 2014: Mark Ryden's The Gay Nineties Old Tyme Music: Daisy Bell

## Vida privada
Ryden tiene dos hijos, Rosie y Jasper. En 2009 Ryden se casó con la también artista Marion Peck en el parque natural Pacific Northwest rainforest. Ahora viven juntos en Eagle Rock, California.